# جدعون كو
جدعون كو (بالإنجليزية: Gideon Coe)‏ هو دي جيه بريطاني، ولد في 22 سبتمبر 1967 في كانتربيري في المملكة المتحدة.

## وصلات خارجية
- جدعون كو على موقع IMDb (الإنجليزية)
- جدعون كو على موقع ميوزك برينز (الإنجليزية)